# KRISHNA CAMARGO CASANOVA
Krishna Camargo Casanova (nacido como Krishna Camargo Casanova, el 11 de diciembre de 1982 en Pátzcuaro, Michoacán) es una personalidad del mundo holístico y desarrollo humano. Es conocido por ser pionero en el trasmitir de las enseñanzas holisticas en diferentes espacios educativos, empresariales y gubernamentales con la intención de promover los volares humanos y vivir en consciencia.

## Reseña biográfica
Desde niño, él recordaba pasar largos momentos observando las imágenes que el planeta le ofrecía en sus diversos paisajes, sintiendo un profundo agradecimiento por todo lo que lo rodeaba. Gracias a sus padres, tuvo la fortuna de llevar una vida orientada hacia el desarrollo espiritual y la consciencia.
Con el tiempo, estudió Medicina Naturista, Homeopatía y Ciencias de la Comunicación, realizó una Maestría en Reiki y Desarrollo Humano, y decidió seguir ampliando su conocimiento en distintas disciplinas holísticas. Su formación incluye Homeopatía, Reiki, Numerología, Constelaciones Familiares, Metafísica y Kriya Yoga, disciplinas que han nutrido su visión integral del ser humano.
Estas experiencias le permitieron comprender con mayor claridad la profunda necesidad que todos los seres humanos tienen de vivir en armonía, con felicidad, y de enfocar su energía y sus acciones hacia metas que nutran el espíritu.
A los 33 años, tuvo la oportunidad de vivir en India, donde comenzó a conectar con el significado espiritual del matrimonio. Allí nació su anhelo de servir como ministro de ceremonias, honrando el amor humano como una genuina expresión del alma.
Desde los 15 años practica Kriya Yoga como disciplina personal, y ha encontrado en la música de instrumentos místicos un compañero inseparable para todos los talleres, retiros y conferencias sobre autoconocimiento humano que comparte.
Es autor de once libros que reúnen su experiencia de vida y su camino de aprendizaje, ofreciendo reflexiones, prácticas y enseñanzas para lograr el equilibrio físico, mental y espiritual. Cada obra es una invitación a la transformación personal y a vivir con mayor consciencia, convirtiéndose en herramientas para quienes buscan profundizar en su desarrollo humano.
Comparte sus experiencias como Escritor, Ministro, Conferencista, Terapeuta, Músico y Capacitador en Desarrollo Humano, así como Promotor de Paz, colaborando con instituciones educativas y empresas a lo largo del continente americano. Participa en medios de comunicación en América y Europa, y guía viajes espirituales para acompañar procesos de transformación interior.
Actualmente, realiza conferencias, retiros, talleres y ceremonias en distintos países, transmitiendo un mensaje de unidad, amor y consciencia, y generando espacios donde las personas puedan reconectar consigo mismas y con la esencia de la vida.
Hoy, su mensaje sigue siendo claro: soñar, crear y alcanzar todo aquello que el corazón anhela para ser feliz.
Que la vida siga brindando la oportunidad de Vivir en Consciencia.

## Distinciones
A lo largo de su trayectoria, Krishna Camargo ha sido reconocido por su compromiso con la construcción de un mundo más consciente y armónico. Su labor como promotor de paz, así como sus conferencias transformadoras y su dedicación a inspirar a las personas hacia el bienestar integral, le han otorgado diversos reconocimientos de instituciones y comunidades que valoran su entrega, su visión y su corazón al servicio de los demás.
Con cada palabra, taller y proyecto, Krishna ha dejado huella, sembrando semillas de paz, sanación y esperanza en miles de personas.